# Преман, Эдгард Эдгардович
Эдгард Эдгардович Преман (1936 — 1973) — советский хоккеист, нападающий. Мастер спорта СССР.
Всю карьеру провёл в ленинградском СКВО — СКА. В чемпионате СССР отыграл шесть сезонов (1958/59 — 1963/64).
Скончался в 1973 году. Похоронен на Большеохтинском кладбище.